# 8044 Tsuchiyama
A 8044 Tsuchiyama (ideiglenes jelöléssel 1994 YT) a Naprendszer kisbolygóövében található aszteroida. Kobajasi Takao fedezte fel 1994. december 28-án.